# Заль-ан-дер-Донау
Заль-ан-дер-Донау (нем. Saal an der Donau) — община в Германии, в Республике Бавария.
Община расположена в правительственном округе Нижняя Бавария в районе Кельхайм. Население составляет 5335 человек (на 31 декабря 2010 года). Занимает площадь 44,11 км².
Община подразделяется на 15 сельских округов.

## Население
По оценке на 31 декабря 2015 года население общины Заль-ан-дер-Донау составляет 5366 чел. 

| Дата      | 1840 | 1871 | 1900 | 1925 | 1939 | 1950 | 1961 | 1970 | 1987 | 2011 |
| --------- | ---- | ---- | ---- | ---- | ---- | ---- | ---- | ---- | ---- | ---- |
| Население | 1218 | 1590 | 1835 | 2211 | 3008 | 4697 | 5129 | 5229 | 5216 | 5263 |

| Год       | 1960 | 1970 | 1980 | 1990 | 2000 | 2009 | 2010 | 2011 | 2012 | 2013 | 2014 | 2015 |
| --------- | ---- | ---- | ---- | ---- | ---- | ---- | ---- | ---- | ---- | ---- | ---- | ---- |
| Население | 5083 | 5238 | 5038 | 5365 | 5524 | 5345 | 5335 | 5226 | 5233 | 5289 | 5237 | 5366 |